# Andreas Brünniche (læge)
 Der er flere personer med dette navn, se Andreas Brünniche.
Andreas Schytz Plum Brünniche (født 25. januar 1823 i Skovlænge på Lolland, død 6. juni 1908 i København) var en dansk læge, far til Einar Brünniche.

## Karriere
Han var en søn af sognepræst, senere provst Andreas Brünniche og Anna Agnete født Plum, dimitteredes 1840 fra Vordingborg Skole, tog lægeeksamen 1846, var i to år kandidat ved Plejestiftelsen, i felttogene 1848-50 underlæge i Armeen, studerede derefter fra 1852 i Paris, kom 1853 hjem og var koleralæge under epidemien og derefter reservemedikus på Frederiks Hospital under S.M. Trier indtil 1856. Brünniche tog 1857 doktorgraden ved en afhandling om tuberkulosen og bidrog til C.E. Fengers Hospitals-Meddelelser. Han var et par år indtil 1860 medredaktør af Hospitalstidende, som han i 1858 var medstifter af, senere i lang tid redaktør af Bibliothek for Læger (indtil 1870). 1862 konkurrerede han forgæves til et lektorat i intern medicin sammen med C.E. With og Carl M. Reisz, og heller ikke ved Kommunehospitalets oprettelse 1863 fik han en ledende stilling. Under krigen 1864 fungerede han som overlæge ved et lazaret i København, 1858-70 var han læge ved Børnehospitalet (i Rigensgade), hvor han som den første herhjemme holdt kliniske forelæsninger over børnesygdomme.
Først i 1870 blev Brünniche overlæge ved Kommunehospitalets 2. afdeling, hvilket han var til 1896. 1865 fik han professortitlen og blev 1893 etatsråd. 1875 blev han medlem af direktionen for Børnehospitalet og 1876 af bestyrelsen for Det Classenske Litteraturselskab for Læger. Brünniche blev Ridder af Dannebrogordenen 1870, Dannebrogsmand 1888 og Kommandør af 2. grad 1896.
Han blev gift 18. december 1857 i Trinitatis Kirke med Sophie Georgia Gad (14. marts 1834 i København - 27. april 1913 sammesteds), datter af biskop P.C. Stenersen Gad.
Han er begravet på Assistens Kirkegård.

## Gengivelser
- Portrætmaleri af Morten Thrane Brünnich 1833
- Afbildet på gruppemaleri af Just Holm 1848 (Det Nationalhistoriske Museum på Frederiksborg Slot)
- Xylografi 1876 efter foto
- Litografi af I.W. Tegner 1882 efter foto
- Buste af Ludvig Brandstrup 1901 (Kommunehospitalet); bronzeeksemplar (Medicinsk Museion)
- Tegning af Marie Christiansen 1904 (Medicinsk Museion)
- Fotografier af Peter Most og Hansen, Schou & Weller (begge Det Kongelige Bibliotek)